# Standortübungsplatz St.Margarethen/Brannenburg
Standortübungsplatz St.Margarethen/Brannenburg este o arie protejată (arie specială de conservare — SAC, sit de importanță comunitară — SCI) din Germania întinsă pe o suprafață de 60,3 ha, integral pe uscat.

## Localizare
Centrul sitului Standortübungsplatz St.Margarethen/Brannenburg este situat la coordonatele 47°43′43″N 12°04′32″E / 47.7286°N 12.0756°E.

## Înființare
Situl Standortübungsplatz St.Margarethen/Brannenburg a fost declarat sit de importanță comunitară în martie 2001 pentru a proteja 2 specii de animale. Situl a fost protejat și ca arie specială de conservare în aprilie 2016.

## Biodiversitate
Situată în ecoregiunea alpină, aria protejată conține 7 habitate naturale: Pajiști uscate seminaturale și facies de acoperire cu tufișuri pe substraturi calcaroase (Festuco-Brometalia) (* situri importante pentru orhidee), Pajiști uscate seminaturale și facies de acoperire cu tufișuri pe substraturi calcaroase (Festuco-Brometalia) (* situri importante pentru orhidee), Pajiști cu Molinia pe soluri calcaroase, turboase sau argilos-nămoloase (Molinion caeruleae), Liziere de ierburi înalte hidrofile de câmpie și de nivel montan până la alpin, Fânețe de joasă altitudine (Alopecurus pratensis, Sanguisorba officinalis), Mlaștini alcaline, Păduri aluvionare cu Alnus glutinosa și Fraxinus excelsior (Alno-Padion, Alnion incanae, Salicion albae).
La baza desemnării sitului se află mai multe specii protejate:
- păsări (1): sfrâncioc roșiatic (Lanius collurio)
- amfibieni (1): izvoraș-cu-burta-galbenă (Bombina variegata)

Pe lângă speciile protejate, pe teritoriul sitului au mai fost identificate 1 specie de amfibieni.